# Adriana Portillo-Bartow
Adriana Portillo-Bartow (Guatemala, 22 de abril de 1953) es una activista guatemalteca por los derechos humanos, especialmente para quienes a causa de la Guerra Civil de Guatemala perdieron a sus familias.

## Activismo
Trabaja por la verdad y la justicia por los crímenes cometidos contra varios integrantes de su familia, quienes fueron víctimas de desaparición forzada durante el conflicto armado en Guatemala. Dentro de las víctimas se encuentran: sus hijas, Rosaura Margarita Carrillo, de 10 años, y Glenda Corina Carrillo, de 9 años; su padre, Adrián Portillo Alcántara, de 70 años; su hermana, Alma Argentina Portillo Muñoz, de 1 año y medio; la esposa de su padre, Rosa Elena Muñoz Latín; y su cuñada, Edilsa Guadalupe Álvarez Morales, de 18 años. La desaparición forzada de la familia Portillo ocurrió el 11 de septiembre de 1981, siendo el Ejército de Guatemala y la Policía Nacional, los entes de Estado señalados como responsables de estos crímenes de lesa humanidad. A pesar de las diferentes acciones y demandas de justicia presentadas por Adriana Portillo-Bartow para saber del paradero de su familia, no ha recibido respuesta por parte del Estado de Guatemala sobre este delito permanente que afectó su vida y por el cual lucha por la justicia y por saber la verdad sobre qué ocurrió con sus hijas y su familia..

### Demandas de Justicia
La familia Portillo ha presentado demandas de investigación y justicia en varias instancias nacionales e internacionales, entre ellas: Grupo de Trabajo sobre Desapariciones Forzadas de las Naciones Unidas (1987); Amnistía Internacional (1988); Departamento de Estado y otras instancias de gobierno de los Estados Unidos (1992); Comisión Presidencial de Derechos Humanos en Guatemala, COPREDHE (1997); Procuraduría de Derechos Humanos de Guatemala (1997); y Ministerio Público de Guatemala (1999). Desde el Proyecto ¿Dónde están los niños? Adriana Portillo-Bartow realiza acciones y demandas por la verdad y la justicia para saber del paradero de su familia y de otras niñas y niños que fueron desaparecidos durante el conflicto armado en Guatemala.

### Archivos Históricos
En Guatemala, en julio del año 2005 personal de la Procuraduría de los Derechos Humanos descubrió dentro de una de las instalaciones de la Policía Nacional Civil, un archivo que corresponde a la documentación histórico-administrativa de lo que fue la Policía Nacional durante el conflicto armado interno. Hoy el acervo documental se encuentra bajo la administración del Archivo Histórico de la Policía Nacional, AHPN, en donde se encuentran miles de documentos de diversa índole, dentro de ellos, documentos que pueden constituirse en prueba documental sobre las desapariciones forzadas y otros hechos perpetrados por las fuerzas de seguridad del Estado de Guatemala; un archivo ya visitado por Adriana Portillo-Bartow.
La Comisión para el Esclarecimiento Histórico documentó los crímenes cometidos contra la familia Portillo en el Caso Ilustrativo No. 87, titulado “Detención y desaparición forzada de seis miembros de la familia Portillo, incluidas tres niñas” ante el cual concluyó que “las desapariciones forzadas de las personas nombradas constituyen gravísimas violaciones a los derechos humanos e ilustran los extremos de crueldad con que las Fuerzas de Seguridad actuaron con el pretexto de la lucha contrainsurgente, haciendo víctimas de su represión a niños de corta edad y destruyendo con su accionar a familias enteras. La participación de algunas de las víctimas en una organización guerrillera no representa justificación alguna, de tipo jurídico o moral, de los crímenes reseñados. La falta de reconocimiento oficial de los hechos representa un grave obstáculo para la ubicación del paradero de las víctimas y, en definitiva, para la reconciliación nacional” (Caso Ilustrativo No. 87. CEH, Tomo VI).
El caso de Adriana Portillo-Bartow se encuentra documentado en otros archivos, dentro de ellos el Museo de Historia de Chicago, Estados Unidos, en donde se encuentra el audio de la entrevista realizada en inglés, por Peter Alter.

## Memoria y literatura
En el año 2013 se publica en Guatemala una novela inspirada en la historia de desaparición forzada de la familia Portillo Hernández, titulada “Los Imprescindibles” escrita por el escritor guatemalteco, originario de Jutiapa, Luciano Castro Barillas.